# Playtone
Playtone ist eine US-amerikanische Film- und Fernsehproduktionsgesellschaft. Auf dem dazugehörigen Musiklabel Play-Tone erschienen zahlreiche Soundtracks.
Das Unternehmen wurde 1998 von Tom Hanks und Gary Goetzman gegründet und hat seinen Sitz in Santa Monica.

## Geschichte
Hanks und Goetzman lernten sich 1993 bei der Arbeit an Philadelphia kennen, in dem Hanks die Hauptrolle spielte und Goetzman als Executive Producer mitwirkte. Als Hanks sein erstes Drehbuch für That Thing You Do! (1996) geschrieben hatte, bat er Goetzman, den Film zu produzieren sowie einige Songs zu schreiben. So erschien als erste Veröffentlichung auf dem Musiklabel Play-Tone – dessen Name auf die im Film vorkommende, fiktionale Plattenfirma „Play Tone Records“ zurückgeht – der Soundtrack zu That Thing You Do!. Der erste von Playtone produzierte Film war Cast Away – Verschollen aus dem Jahr 2000.
In der Folge produzierte Playtone zahlreiche international bekannte Filme und Fernsehserien.

## Produktionen (Auswahl)

### Filme
- 2000: Cast Away – Verschollen (Cast Away)
- 2002: My Big Fat Greek Wedding – Hochzeit auf griechisch (My Big Fat Greek Wedding)
- 2004: Der Polarexpress (The Polar Express)
- 2006: Lucas, der Ameisenschreck (The Ant Bully)
- 2007: Der Krieg des Charlie Wilson (Charlie Wilson's War)
- 2008: Mamma Mia!
- 2008: City of Ember – Flucht aus der Dunkelheit (City of Ember)
- 2008: Der große Buck Howard (The Great Buck Howard)
- 2009: Wo die wilden Kerle wohnen (Where the Wild Things Are)
- 2009: My Big Fat Greek Summer (My Life in Ruins)
- 2011: Larry Crowne
- 2013: Parkland
- 2016: My Big Fat Greek Wedding 2
- 2016: Ein Hologramm für den König (A Hologram for the King)
- 2017: The Circle
- 2017: The Secret Man (Mark Felt: The Man Who Brought Down the White House)

### Fernsehserien
- 2001: Band of Brothers – Wir waren wie Brüder (Band of Brothers)
- 2006–2011: Big Love
- 2008: John Adams – Freiheit für Amerika (John Adams)
- 2010: The Pacific
- 2014: Olive Kitteridge
- 2024: Masters of the Air

### Soundtracks
- 1996: That Thing You Do!
- 1998: From the Earth to the Moon
- 2000: Girls United (Bring It On)
- 2001: Josie and the Pussycats
- 2001: Band of Brothers – Wir waren wie Brüder (Band of Brothers)
- 2002: My Big Fat Greek Wedding – Hochzeit auf griechisch (My Big Fat Greek Wedding)
- 2002: The Truth About Charlie